# ایزیلی
ایزیلی (به ایتالیایی: Isili) یک کومونه در ایتالیا است که در استان کالیاری واقع شده‌است.

## خصوصیات
ایزیلی ۶۸٫۰ کیلومترمربع مساحت و ۲٬۹۵۰ نفر جمعیت دارد و ۵۲۳ متر بالاتر از سطح دریا واقع شده‌است.